# Olio di macadamia

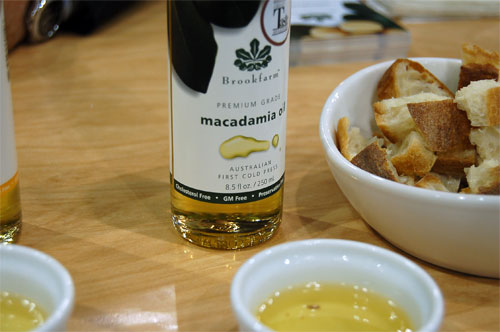
Olio di macadamia

L'olio di macadamia (o olio della noce macadamia) è l'olio che si ottiene dalla noce delle piante di macadamia (Macadamia integrifolia, Macadamia ternifolia, Macadamia tetraphylla). L'albero di macadamia, che deriva il suo nome da John Mac Adam, è oggi coltivato in differenti parti del pianeta dove viene prodotto l'olio.

## Composizione
In tutti gli oli vegetali la composizione può variare in funzione della cultivar, della esposizione, della raccolta e della lavorazione.
L'olio di macadamia è composto prevalentemente da trigliceridi con la seguente distribuzione tipica di acidi grassi:
| acido grasso        | concentrazione (%) |
| ------------------- | ------------------ |
| acido miristico     | 1,30               |
| acido palmitico     | 9,70               |
| acido palmitoleico  | 26,70              |
| acido stearico      | 2,10               |
| acido oleico        | 48,40              |
| acido cis-vaccenico | 3,00               |
| acido linoleico     | 3,40               |
| acido α-linolenico  | 0,20               |
| acido arachico      | 1,70               |
| acido gadoleico     | 2,00               |
| acido beenico       | 0,50               |
| acido erucico       | 0,70               |
| acido lignocerico   | 0,20               |

Si tratta di uno degli oli vegetali con la più alta concentrazione di acido palmitoleico, acido grasso monoinsaturo relativamente raro nel mondo vegetale ma facilmente individuabile nell'uomo e in altri animali.
L'olio di macadamia è un eccellente sostituto dell'olio di visone.

## Proprietà fisiche
In natura, lo stato dell'olio di macadamia è liquido. L'olio raffinato è di colore chiaro, luminoso e di colore ambrato con un tipico odore grasso.

## Utilizzo nell'alimentazione
È un eccellente olio per frittura grazie al suo relativamente alto punto di fumo.
Per le sue proprietà l'olio di macadamia può essere usato anche quale olio da tavola:
- può contenere più dell'80% di grassi monoinsaturi,
- può essere conservato anche fuori dal frigorifero per due anni senza deteriorarsi,
- il punto di fumo è attorno ai 210 °C.

## Utilizzo nella cosmesi
L'olio di macadamia, ha una stabilità ossidativa relativamente alta che lo rende adatto ad essere elemento base per la realizzazione di cosmetici..
Nella cosmesi viene soprattutto utilizzato come emolliente per la capacità di rendere liscia e morbida la pelle.
La concentrazione di acido palmitoleico relativamente più alta lo fa considerare più affine ai lipidi cutanei.
Il nome INCI dell'olio di macadamia può essere MACADAMIA INTEGRIFOLIA SEED OIL o MACADAMIA TERNIFOLIA SEED OIL.